# ميمي موراليس
ميمي موراليس (بالإسبانية: Mimi Morales)‏ وإسمها الحقيقي ماريا إلفيرا موراليس (بالإسبانية: María Elvira Morales)‏ وهي ممثلة كولومبية ولدت في يوم 7 أبريل 1976 في مدينة قرطاجنة، كولومبيا مثلت في المسلسل الكولومبي الحب التائه بدور إسبرانزا ومثلت في مسلسلات أخرى.

## روابط خارجية
- ميمي موراليس على موقع IMDb (الإنجليزية)
- ميمي موراليس على موقع قاعدة بيانات الفيلم (الإنجليزية)